# Antellino
Antellino (fl. XI secolo) è stato un vescovo italiano.
Antellino viene nominato da Ferdinando Ughelli nella sua opera Italia sacra e indicato come vescovo di Savona nell'anno 1028. L'Ughelli però non rivela dove abbia ricavato la notizia e non aggiunge ulteriori particolari sulla vita di questo vescovo. Non è certo se il suo successore diretto fosse il vescovo Brissiano citato nel 1046, o si debbano collocare in questo lasso di tempo altri vescovi di cui non ci è giunta memoria.